# Gintarė Scheidt
Gintarė Scheidt, née Gintarė Volungevičiūtė le 12 novembre 1982 à Kaunas, est une sportive lituanienne, pratiquant la voile. Elle est la femme du skipper brésilien Robert Scheidt.
Elle a également obtenu la médaille d'argent aux Jeux olympiques de 2008 en Laser Radial. Elle a décroché la médaille d'or aux championnats du monde en 2012.